# Jean-Richard Geurts
Jean-Richard Geurts (znany jako Janry) (ur. 2 października 1957 w Likasi - Zair), belgijski rysownik i twórca komiksów, m.in. Przygód Sprycjana i Fantazjo oraz Małego Sprytka.
Gdy Janry miał 12 lat, jego rodzice postanowili wrócić z Zairu do rodzinnej Belgii, rodzina zamieszkała na stałe w Jodoigne. W 1974 roku na kursie rysunków poznał Tome, z którym kilka lat później, po ukończeniu przez obu Akademii Sztuki w Woluwe-Saint-Lambert reanimował postać Sprycjana (Spirou) - tytułowego bohatera komiksu Przygody Sprycjana i Fantazjo (pierwszy tom autorstwa Tome i Janry ukazał się w 1981 roku). Od tego czasu duet wydał 14 tomów Przygód Sprycjana i Fantazjo oraz 12 tomów Małego Sprytka.
Podział ról przy tworzeniu komiksów jest dość stały - Tome jest przeważnie scenarzystą, Janry odpowiada za szatę graficzną prezentowanej historii.